# 17e étape du Tour d'Italie 2007
La 17e étape du Tour d'Italie 2007 a eu lieu le 30 mai. Le parcours de 146 kilomètres relie Lienz (Autriche) à Monte Zoncolan.

## Profil
1. Profil étape : giroditalia2007.gazzetta.it
2. Profil 3D : giroditalia2007.gazzetta.it
3. Profil ascension finale Monte Zoncolan : giroditalia2007.gazzetta.it

- Source : La Gazzeta Dello Sport

## Classement de l'étape
| \| 1. \| Gilberto Simoni \| Italie \| en \| 3 h 51 min 52 s \| \| 2. \| Leonardo Piepoli \| Italie \| + \| m.t. \| \| 3. \| Andy Schleck \| Luxembourg \| \| 7 s \| \| 4. \| Danilo Di Luca \| Italie \| \| 31 s \| \| 5. \| Damiano Cunego \| Italie \| \| 37 s \| \| 6. \| Massimo Codol \| Italie \| \| 58 s \| \| 7. \| Julio Alberto Pérez Cuapio \| Mexique \| \| 1 min 19 s \| \| 8. \| Franco Pellizotti \| Italie \| \| 1 min 40 s \| \| 9. \| Marzio Bruseghin \| Italie \| \| 1 min 57 s \| \| 10. \| Iván Parra \| Colombie \| \| 2 min 02 s \| |                            |            |    |                 |
| 1. | Gilberto Simoni            | Italie     | en | 3 h 51 min 52 s |
| 2. | Leonardo Piepoli           | Italie     | +  | m.t.            |
| 3. | Andy Schleck               | Luxembourg |    | 7 s             |
| 4. | Danilo Di Luca             | Italie     |    | 31 s            |
| 5. | Damiano Cunego             | Italie     |    | 37 s            |
| 6. | Massimo Codol              | Italie     |    | 58 s            |
| 7. | Julio Alberto Pérez Cuapio | Mexique    |    | 1 min 19 s      |
| 8. | Franco Pellizotti          | Italie     |    | 1 min 40 s      |
| 9. | Marzio Bruseghin           | Italie     |    | 1 min 57 s      |
| 10. | Iván Parra                 | Colombie   |    | 2 min 02 s      |

## Classement général
| \| 1. \| Danilo Di Luca \| Italie \| en \| 77 h 35 min 35 s \| \| 2. \| Andy Schleck \| Luxembourg \| + \| 2 min 24 s \| \| 3. \| Gilberto Simoni \| Italie \| \| 2 min 28 s \| \| 4. \| Damiano Cunego \| Italie \| \| 3 min 29 s \| \| 5. \| Eddy Mazzoleni \| Italie \| \| 3 min 46 s \| \| 6. \| Riccardo Riccò \| Italie \| \| 5 min 19 s \| \| 7. \| David Arroyo \| Espagne \| \| 10 min 00 s \| \| 8. \| Evgueni Petrov \| Russie \| \| 10 min 25 s \| \| 9. \| Franco Pellizotti \| Italie \| \| 10 min 39 s \| \| 10. \| Marzio Bruseghin \| Italie \| \| 10 min 55 s \| |                   |            |    |                  |
| 1. | Danilo Di Luca    | Italie     | en | 77 h 35 min 35 s |
| 2. | Andy Schleck      | Luxembourg | +  | 2 min 24 s       |
| 3. | Gilberto Simoni   | Italie     |    | 2 min 28 s       |
| 4. | Damiano Cunego    | Italie     |    | 3 min 29 s       |
| 5. | Eddy Mazzoleni    | Italie     |    | 3 min 46 s       |
| 6. | Riccardo Riccò    | Italie     |    | 5 min 19 s       |
| 7. | David Arroyo      | Espagne    |    | 10 min 00 s      |
| 8. | Evgueni Petrov    | Russie     |    | 10 min 25 s      |
| 9. | Franco Pellizotti | Italie     |    | 10 min 39 s      |
| 10. | Marzio Bruseghin  | Italie     |    | 10 min 55 s      |

## Classements annexes
| Classement par points      | Total   |
| -------------------------- | ------- |
| Alessandro Petacchi Italie | 135 pts |
| Danilo Di Luca Italie      | 122 pts |
| Paolo Bettini Italie       | 104 pts |

| Classement de la montagne | Total  |
| ------------------------- | ------ |
| Leonardo Piepoli Italie   | 73 pts |
| Fortunato Baliani Italie  | 46 pts |
| Danilo Di Luca Italie     | 45 pts |

| Classement du meilleur jeune | Total            | Total            |
| ---------------------------- | ---------------- | ---------------- |
| Andy Schleck Luxembourg      | 73 h 46 min 08 s | 73 h 46 min 08 s |
| Riccardo Riccò Italie        | +                | 2 min 55 s       |
| Domenico Pozzovivo Italie    |                  | 17 min 52 s      |

| Classement par équipes       | Total             | Total             |
| ---------------------------- | ----------------- | ----------------- |
| Saunier Duval-Prodir Espagne | 231 h 59 min 40 s | 231 h 59 min 40 s |
| Ceramica Panaria Irlande     | +                 | 49 s              |
| Liquigas Italie              |                   | 3 min 40 s        |